# Counter-Strike: Global Offensive
Counter-Strike: Global Offensive è uno sparatutto in prima persona tattico sviluppato da Valve Corporation e da Hidden Path Entertainment. Si tratta del quarto gioco del franchise Counter-Strike e il seguito di Counter-Strike: Source, il gioco su Steam è gratis.
Annunciato il 1º settembre 2011, il gioco è uscito il 21 agosto 2012 su Microsoft Windows e macOS tramite Steam e Xbox 360 tramite Xbox Live. La versione per Linux è stata pubblicata nel settembre 2014. Il gioco contiene contenuti classici presenti nei precedenti capitoli, ma anche mappe, modalità di gioco e personaggi completamente nuovi. Il gioco è diventato free to play nel dicembre 2018.
La versione PlayStation 3 è uscita solamente nel PlayStation Store USA, in quanto la versione Europea ha subito un ritardo. La versione PlayStation 3 offre tre diversi metodi di controllo: con controller DualShock 3, con PlayStation Move o con mouse e tastiera USB.

## Modalità di gioco

Un'immagine di gioco: il giocatore (un terrorista) difende la bomba piazzata nella mappa Dust 2.

Counter-Strike: Global Offensive è uno sparatutto multigiocatore basato sul completamento degli obiettivi. La modalità più famosa e giocata è la modalità competitiva. I giocatori in questa modalità vengono schierati come terroristi o come anti-terroristi. La squadra vincitrice sarà quella che, per prima, raggiunge 16 round vinti. È inoltre possibile il pareggio se la partita termina con un punteggio di 15-15.
Il gioco procede per round che terminano con il completamento dell'obiettivo o con l'eliminazione del team nemico. In svariate modalità di gioco, quando un giocatore viene ucciso, per effettuare il respawn dovrà aspettare fino al termine del round. I giocatori possono acquistare armi ed equipaggiamento all'inizio di ogni round tramite dei soldi virtuali guadagnati in base alla propria performance. Completando obiettivi e uccidendo nemici si guadagna denaro ($), mentre compiere azioni negative, come uccidere un compagno di squadra o un ostaggio, vi farà perdere denaro.
In questa versione ci sono nuove armi e nuovi elementi di equipaggiamento rispetto ai capitoli precedenti, tra queste: due mitragliatrici pesanti, nuove pistole, un nuovo fucile a pompa, granate incendiare e nuovi tipi di granate.

### Gioco Online
Attualmente CS:GO ha 7 modalità di gioco online:
- Leggera e Competitiva: la modalità più conosciuta di Counter-Strike, entrambe hanno sia uno Scenario della bomba o uno Scenario degli ostaggi. All'inizio di ogni round, ogni giocatore riceve dei soldi ricavati da azioni svolte nel round precedente, come uccidere un avversario o disinnescare la bomba. Il round può finire con il completamento di un obiettivo, con l'uccisione del team nemico o con lo scadere del tempo. 
  - Scenario della bomba: i Terroristi devono piazzare il C4 ad uno dei due siti della bomba (A o B); gli Anti-Terroristi non devono far esplodere la bomba, sia impedendo che la bomba venga piazzata, sia disinnescandola una volta attivata.
  - Scenario degli ostaggi: gli Anti-Terroristi devono salvare degli ostaggi dai Terroristi e portarli al punto d'estrazione; i Terroristi devono impedire agli ostaggi di scappare. Se un Terrorista o un Anti-Terrorista tenta di uccidere un ostaggio, la squadra riceverà una pesante penalità pecuniaria.
- Corsa alle armi: un round senza limiti di tempo che impedisce l'acquisto di armi e/o equipaggiamento. Ad ogni giocatore viene assegnata un'arma con la quale deve effettuare un determinato numero di uccisioni per ottenere la successiva, Quando un giocatore raggiunge il livello del coltello dorato il round finisce appena viene effettuata un'uccisione con esso. Il respawn è istantaneo.
- Demolizione: una modalità simile alla competitiva o alla leggera, tuttavia al posto di ricompensare i giocatori con soldi virtuali vengono ricompensati con una nuova arma per il prossimo round con ogni uccisione eseguita. Se ne si ottiene più di una si viene forniti di una granata bonus
- Deathmatch: una modalità che consiste in un match di 10 minuti. I giocatori devono ottenere il punteggio più alto effettuando uccisioni. Il numero di punti varia in base all'arma. I giocatori possono anche ottenere punti extra utilizzando l'arma bonus. Il respawn è istantaneo.
- Tiro al volo: una modalità simile alla competitiva o alla leggera, in cui le uniche armi disponibili sono il fucile di precisione SSG 08 e il coltello. Inoltre la gravità è abbassata, permettendo di saltare più in alto.
- Zona di Pericolo: modalità battle royale composta da 18 giocatori basata sulla raccolta di fondi utili per acquistare potenziamenti. Come altri giochi di questo genere, l'ultimo in vita vince la partita[6].
- Riconquista: modalità simile a classica o leggera, ma simula la parte finale di un round dove la bomba viene piazzata fin da subito. Gli anti-terroristi vengono schierati circondando il sito della bomba e devono disinnescarla prima che esploda. Le squadre sono composte da 4 anti-terroristi contrapposti a 3 terroristi. All’inizio di ogni round, ai giocatori sono proposi dei kit che consistono in svariate combinazioni di armi e utility che useranno solo per quel round. Essere MVP ti darà una scheda migliorata il prossimo round.

La maggior parte delle modalità ufficiali è giocabile anche con giocatori guidati dall'intelligenza artificiale.
Il gioco supporta il matchmaking e le tabelle dei punteggi per tutte le modalità online. Essi sono forniti da Valve. Valve impiega inoltre l'uso del VAC (Valve Anti-Cheat), il quale provvede a bannare automaticamente i giocatori che fanno uso di cheat. Il VAC non è l'unico sistema per cui Valve può bannare i cheaters o i griefers, infatti è stato introdotto un sistema di sorveglianza (overwatch) nel quale i giocatori più esperti, possono visionare le demo delle competitive giocate da players sospetti, e segnalarli nel caso di cheating.
La versione per PC supporta anche l'uso di server dedicati della comunità.

## Accoglienza
| Punteggi assegnati        | Punteggi assegnati                     |
| Sito media statistica     | Punteggio                              |
| ------------------------- | -------------------------------------- |
| GameRankings              | 82.35% (PC) 79% (XBLA) 78.62% (PS3)    |
| Metacritic                | 83/100 (PC) 79/100 (XBLA) 80/100 (PSN) |
| Accoglienza               |                                        |
| Recensione                | Giudizio                               |
| Destructoid               | 9.5/10 (PC)                            |
| Eurogamer                 | 9/10 (PC)                              |
| G4                        | 4/5 (PC)                               |
| GameSpy                   | 4/5 (PC)                               |
| IGN                       | 8/10 (PC)                              |
| Official Xbox Magazine UK | 8/10 (XBLA)                            |
| PC Gamer US               | 84/100 (PC)                            |

Counter-Strike: Global Offensive è stato recensito con punteggi generalmente positivi da critici professionisti. Metacritic ha assegnato alla versione PC un ottimo punteggio di 83 su 100 basato su 38 recensioni effettuate da critici professionisti. Destructoid ha dato al gioco una recensione veramente positiva di 9.5/10, dicendo che "mantiene la promessa di un fedele, lucido e più bello Counter-Strike per chiunque lo desideri."
Il gioco ha ricevuto alcune critiche riguardo alle aggiunte rispetto ai titoli precedenti. Evan Lahti di PC Gamer ha notato che la maggior parte delle nuove mappe in Global Offensive sono solo per Corsa alle Armi o Demolizione, mentre le mappe della Classica hanno avuto soltanto "degli aggiustamenti" a certi dettagli. Mike Sharkey di GameSpy ha precisato che il gioco manca di contenuti veramente nuovi e il sistema di matchmaking è inefficace a causa del gran numero di giocatori nuovi allo stesso tempo.
Il gioco è stato accolto con favore anche da parte del pubblico, arrivando tra i giochi più giocati sulla piattaforma Steam negli anni successivi all'uscita. In un leak di dati di luglio 2018, Counter-Strike: Global Offensive è risultato il secondo gioco con achievement più giocato di sempre sulla piattaforma di Valve, dietro solo a Team Fortress 2, con oltre 46 milioni di giocatori totali.

### Competizioni professionali
Il titolo è giocato come E-sport fin dall'uscita, e ha ricevuto diverse nomination per premi nel campo. Alcuni tornei hanno raggiunto montepremi di milioni di dollari.

## Controversie
Nel luglio 2016 l'azienda sviluppatrice del videogioco è stata accusata, sia da enti pubblici sia da privati, di favoreggiare il gioco d'azzardo minorile a causa di numerosi siti di terze parti che permettevano di scommettere oggetti legati a Counter Strike utilizzando l'API di Steam. Il dipendente di Valve Erik Johnson ha dichiarato che l'azienda non aveva alcun rapporto commerciale con tali siti e che stava lavorando per farli chiudere. Nelle settimane seguenti l'azienda ha intimato a oltre 40 siti legati alle scommesse nei videogiochi di cessare le attività.
Dopo circa un anno dall'annuncio di Valve Corporation, solamente la metà dei siti contattati dall'azienda avevano cessato le attività. Inoltre, numerosi nuovi siti erano emersi mantenendo però profili più bassi, in modo simile al mercato nero. Nello stesso periodo, l'azienda ha annunciato simili provvedimenti per i siti di scommesse legati a Team Fortress 2.
Nel marzo 2018 Valve ha modificato il sistema degli scambi su Steam riguardanti Global Offensive, con l'obiettivo di intralciare i siti di scommesse. L'azienda ha aggiunto un periodo di sette giorni successivo a ogni scambio durante i quali gli oggetti barattati sono bloccati, ovvero non possono essere scambiati.